# Saana
Saana, Saanatunturi (lap. Sána) – góra w Finlandii, o wysokości 1029 m n.p.m.
Położona jest w pobliżu granicy z Norwegią i Szwecją, w fińskiej części Laponii, w gminie Enontekiö. U jej podnóża znajduje się jezioro Kilpisjärvi i wieś o tej samej nazwie. Należy do pasma Gór Skandynawskich.